# Watching Too Much Television
"Watching Too Much Television" 46. je epizoda HBO-ove televizijske serije Obitelj Soprano i sedma u četvrtoj sezoni serije. Razradu su napisali Nick Santora i Terence Winter prema priči Robin Green, Mitchella Burgessa, Terencea Wintera i Davida Chasea. Režirao ju je John Patterson, a originalno je emitirana 27. listopada 2002.

## Radnja
Paulie Walnuts izlazi iz zatvora, a u Bada Bingu se organizira velika proslava dobrodošlice. Tony i Ralphie sljedećeg dana dobivaju ideju od Briana Cammarate: prevariti Američki ured za građenje i urbani razvoj (HUD) lažnim građevinskim projektom. Tony angažira vijećnika Zellmana i svoga prijatelja, Mauricea Tiffena, bivšeg aktivista, da pripremi plan. Angažiraju i dr. Iru Frieda da prvo kupi posjed. Zellman priznaje kako je počeo viđati Irinu; čini se kako mu Tony daje svoj blagoslov.
Adrianini se tajni sastanci s FBI-em nastavljaju. Vjerujući kako će je FBI prestati gnjaviti ako je ne mognu iskoristiti za svjedočenje, ona upita Christophera da konačno odredi datum njihova vjenčanja. Kasnije, tijekom ležernog razgovora, ona saznaje kako bračna privilegija možda ipak neće vrijediti. Potajno odlazi odvjetniku, koji joj kaže kako se bračna privilegija odnosi samo na razgovore koji se odvijaju nakon vjenčanja a koji nisu u prisustvu treće stranke i koji ne uključuju kriminalni pothvat. Kako se nijedan od razgovora koje je imala s Christopherom ne poklapa s ovim kriterijima, brak neće riješiti pravne probleme. To spominju i agenti FBI-a, koji razgovaraju o mogućnosti njezine udaje i ne ulažu prigovor, nego zapravo podupiru eventualni brak.
U međuvremenu se nastavlja koketiranje Carmele i Furia Giunte. On je naziva pitajući za izgubljene sunčane napočale, koje je namjerno skrio. Kad Furio ujutro dolazi pokupiti Tonyja, odbija Carmeline ponude da uđe na kavu, tvrdeći kako mora sjediti u autu zbog problema s motorom. Adriana se nevoljno nastavlja sastajati s FBI-em. U međuvremenu, Paulie na svojim sastancima s Johnnyjem Sackom odaje sve više informacija. Sastaju se na ručku i on otkriva građevinsku prijevaru, u isto vrijeme tražeći od Johnnyja da njihovi razgovori ostanu tajna.
Vozeći se, Tony na radiju čuje "Oh Girl" The Chi-Litesa i nakratko se rasplače. Zaustavlja se kod kuće vijećnika Zellmana, pronašavši ondje Irinu. Odlazi na kat gdje pronalazi Zellmana te ga pretuče remenom, navevši ga da se rasplače pred Irinom.

## Glavni glumci
- James Gandolfini kao Tony Soprano
- Lorraine Bracco kao dr. Jennifer Melfi
- Edie Falco kao Carmela Soprano
- Michael Imperioli kao Christopher Moltisanti
- Dominic Chianese kao Corrado Soprano, Jr. *
- Steven Van Zandt kao Silvio Dante
- Tony Sirico kao Paulie Gualtieri
- Robert Iler kao A.J. Soprano
- Jamie-Lynn Sigler kao Meadow Soprano
- Aida Turturro kao Janice Soprano
- Joe Pantoliano kao Ralph Cifaretto
- Drea de Matteo kao Adriana La Cerva
- Federico Castelluccio kao Furio Giunta
- Vincent Curatola kao Johnny Sack

* samo potpis

### Gostujući glumci
| - Jay Alvarez kao izdavač pozajmica - Sharon Angela kao Rosalie Aprile - Malcolm Barrett kao Angelo Davis - Ephraim Benton kao Saladin - Carl Capotorto kao Little Paulie Germani - Max Casella kao Benny Fazio - Vondie Curtis-Hall kao Maurice Tiffen - Matthew Del Negro kao Brian Cammarata - Robert Funaro kao Eugene Pontecorvo - Joseph R. Gannascoli kao Vito Spatafore - Lola Glaudini kao agentica Deborah Ciccerone Waldrup - Dan Grimaldi kao Patsy Parisi - Michelle Hines kao Felicia - Oksana Lada kao Irina Peltsin - Shawn Leggett kao Keryl - Marianne Leone kao Joanne Moltisanti - Vanessa Liguori kao Terri | - Richard Maldone kao Ally Boy Barese - Anna Mancini kao Donna Parisi - Geany Masai kao Loretta - Victor Matamoros kao tužitelj - Melissa Maxwell kao Regina Hicks - Patty McCormack kao Liz LaCerva - Philliph Oden kao Jemilo - Frank Pellegrino kao Frank Cubitoso - Richard Portnow kao Harold Melvoin - Peter Riegert kao Ronald Zellman - Frank Santorelli kao Georgie - Matt Servitto kao agent Dwight Harris - Lewis J. Standlen kao dr. Ira Fried - Messeret Stroman kao Mecomia Williams - Lauren Toub kao Liz DiLiberto - Maureen Van Zandt kao Gabriella Dante - Ali Wright kao dječak - Karen Young kao agentica Robyn Sanseverino |

## Naslovna referenca
- Adriana gleda TV seriju Murder One te saznaje da ne mora državi predati dokaze protiv Christophera ako se vjenčaju. Ali joj prijateljica kaže kako to nije uvijek slučaj, bar prema seriji Ubojstvo, napisala je.

## Reference na druge medije
- Silvio pri susretu s Pauliejem spominje film Papillon, nazvavši Paulieja po naslovnom junaku.
- Adriana na televiziji gleda The A-Team.
- Tony sluša WCBS-FM

## Poveznice s prijašnjim epizodama
- Kao što je to učinio s Meadow u pilot epizodi, Tony odvodi A.J.-a da vidi crkvu koju je njegov djed sagradio nakon što je stigao iz Avelina. Ali, za razliku od Meadow, A.J.-u se sve to čini dosadnim: njegov omiljeni dio izleta posjet je staroj četvrti u kojoj je živio njegov pradjed, gdje ih presreću dileri droge.

## Glazba
- Tijekom Pauliejeva povratka svira "Nancy (With the Laughing Face)" Franka Sinatre.
- Tijekom odjavne špice svira "Oh Girl" The Chi-Litesa. Pjesma se može čuti i ranije u parnoj kupelji, za vrijeme sastanka između Tonyja, Zellmana i Tiffena.
- Tijekom Zellmanova i Tonyjeva razgovora u svlačionici kupelji, svira "Green Onions"  sastavaBooker T. & the M.G.'s.
- Tijekom Tonyjeva i Christopherova razgovora, u pozadini svira Foghatova "Slow Ride".
- Na Tonyjevu radiju, na putu za dom vijećnika Zellmana, prije "Oh Girl" svira "You Ain't Seen Nothing Yet" Bachman-Turner Overdrivea.

## Vanjske poveznice
- Watching Too Much Television u internetskoj bazi filmova IMDb-a